# Что-то не так с Гэлвинами
«Что-то не так с Гэлвинами. Идеальная семья, разрушенная безумием» (англ. Hidden Valley Road: Inside the Mind of an American Family) — научно-популярная книга Роберта Колкера 2020 года. В ней рассказывается о семье Гэлвинов из города Колорадо-Спрингс (штат Колорадо), американской семье с 12 детьми (10 мальчиками и 2 девочками), у шести из которых была диагностирована шизофрения. Она стала предметом исследователей, изучающих генетическое происхождение шизофрении.
Книга обсуждалась в одном из эпизодов интернет-шоу Oprah's Book Club Опры Уинфри. «Что-то не так с Гэлвинами» дебютировала под номером один в списке бестселлеров научной литературы по версии New York Times. Она также была названа одной из «10 лучших книг 2020 года» The New York Times Book Review и получила широкое признание среди критиков научно-популярной литературы.
История книги началась с того, что к Роберту Колкеру обратились две сестры из семьи Гэлвин — Маргарет Гэлвин Джонсон и Линдси (урождённая Мэри) Гэлвин Рауш, чтобы тот написал о трудностях и испытаниях, с которыми столкнулась их семья. Он использовал историю этой семьи как фон для медицинских исследований и понимания природы психических заболеваний. В рамках своей работы Колкер взял интервью у Мими Гэлвин, матери семейства. Она поделилась с ним различными теориями и слухами, которые распространялись об их семье и о том, как все члены семьи безуспешно пытались получить ответы на свои вопросы об этом заболевании.

## Отзывы
Книга получила признание у критиков. В журнале Kirkus Reviews её похвалили за «поразительную глубину и сочувствие», а также повествование Колкера об истории шизофрении и сложной атмосфере и отношениях между членами семьи Гэлвин.
В обзоре для The New York Times американский журналист Сэм Дольник отметил большое сострадание, с которым Колкер рассказывает историю семьи, охарактеризовав автора как «сдержанного и непоказного писателя, способного эффектно задавать настроение».
Карен Ирис Такер в своей рецензии для The Washington Post схожим образом охарактеризовала рассказ Колкера о семьи Гэлвинов: как «глубоко сострадательный и пугающий», отметив далее, что «в книге много внимания уделено тому обстоятельству, насколько сложно диагностировать и лечить эту болезнь. Тем не менее, она обрывается 2017 годом, как история надежды».
В Publishers Weekly назвали книгу «запоминающимся» рассказом о психических заболеваниях, передаваемых из поколения в поколение, похвалив Колкера за «натянутое как струна и зачастую душераздирающее повествование». 17 декабря 2020 года бывший американский президент Барак Обама назвал книгу одной из своих любимых книг уходящего года.

## Примечание
1. ↑  Hidden Valley Road by Robert Kolker. Penguin Random House. Дата обращения: 10 декабря 2021. Архивировано 10 декабря 2021 года.
2. ↑  Miller, Laura. Six Brothers With Schizophrenia Fascinated Researchers. A New Book Explores the Family's Trauma. Slate (8 апреля 2020). Дата обращения: 10 декабря 2021. Архивировано 10 декабря 2021 года.
3. ↑  Garcia-Navarro, Lulu. In 'Hidden Valley Road,' A Family's Journey Helps Shift The Science Of Mental Illness. Weekend Edition Sunday. NPR (5 апреля 2020). Дата обращения: 10 декабря 2021. Архивировано 10 декабря 2021 года.
4. ↑  Italie, Hillel. Winfrey chooses "Hidden Valley Road" for book club. Associated Press (7 апреля 2020). Дата обращения: 10 декабря 2021. Архивировано 8 апреля 2020 года.
5. ↑  Rankin, Seija. Author Robert Kolker takes us inside Hidden Valley Road, Oprah's latest book club pick. Entertainment Weekly (7 апреля 2020). Дата обращения: 10 декабря 2021. Архивировано 10 декабря 2021 года.
6. ↑  Tuttle, Kate. Schizophrenia devastated a family: Robert Kolker did their story justice. Los Angeles Times (7 апреля 2020). Дата обращения: 10 декабря 2021. Архивировано 7 апреля 2020 года.
7. ↑  Williams, Janice. Oprah's Book Club Names Robert Kolker's 'Hidden Valley Road' the New Pick For April. Newsweek (7 апреля 2020). Дата обращения: 10 декабря 2021. Архивировано 10 декабря 2021 года.
8. ↑  Combined Print & E-Book Nonfiction - Best Sellers. The New York Times Book Review (26 апреля 2020). Дата обращения: 10 декабря 2021. Архивировано 10 декабря 2021 года.
9. ↑  The 10 Best Books of 2020. The New York Times (англ.). 23 ноября 2020. ISSN 0362-4331. Архивировано 17 марта 2022. Дата обращения: 10 декабря 2021.
10. ↑  Rodrick, Stephen. Inside the Bestselling Medical Mystery 'Hidden Valley Road' (амер. англ.). Rolling Stone (21 апреля 2020). Дата обращения: 10 декабря 2021. Архивировано 10 декабря 2021 года.
11. ↑  Book Marks reviews of Hidden Valley Road: Inside the Mind of an American Family by Robert Kolker (амер. англ.). Book Marks. Дата обращения: 10 декабря 2021. Архивировано 10 декабря 2021 года.
12. ↑  Hidden Valley Road: Inside the Mind of an American Family by Robert Kolker. Kirkus Reviews (15 декабря 2019). Дата обращения: 10 декабря 2021. Архивировано 10 декабря 2021 года.
13. ↑  Dolnick, Sam (3 апреля 2020). Good Looks Ran in the Family. So Did Schizophrenia. The New York Times (англ.). ISSN 0362-4331. Архивировано 10 декабря 2021. Дата обращения: 10 декабря 2021.
14. ↑  Tucker, Karen Iris. The turbulent lives of six brothers with schizophrenia. The Washington Post (9 апреля 2020). Дата обращения: 10 декабря 2021. Архивировано 15 июля 2021 года.
15. ↑  Nonfiction Book Review: Hidden Valley Road: Inside the Mind of an American Family by Robert Kolker. Publishers Weekly (4 февраля 2020). Дата обращения: 10 декабря 2021. Архивировано 10 декабря 2021 года.
16. ↑  Merry, Stephanie (17 декабря 2020). Barack Obama took a break from promoting his own book to highlight 17 of the year's best. Washington Post. Архивировано 1 февраля 2021. Дата обращения: 10 декабря 2021.